# Semjonov (město)
Semjonov (rusky Семёнов) je město v Nižněnovgorodské oblasti v Ruské federaci. Při sčítání lidu v roce 2010 měl bezmála pětadvacet tisíc obyvatel.

## Poloha a doprava
Semjonov leží na říčce Sanochtě, pravém přítoku Kerženěcu v povodí Volhy. Od Nižního Novgorodu, správního střediska oblasti, je vzdálen přibližně sedmdesát kilometrů severovýchodně.
Po severozápadním okraji města prochází železniční trať z Moskvy do Kirova.

## Dějiny
Semjonov vznikl v první polovině sedmnáctého století jako sídlo starověrců a až do Říjnové revoluce začátkem dvacátého století byl jedním z jejich hlavních středisek.
První zmínka je z roku 1644, pod jménem Semjonovskoje, v roce 1717 je zmíněn jako Semjonovo. Městem se stal v roce 1779 už pod jménom Semjonov.
Od roku 1927 je město připojeno k železniční síti.